# じゃんけん
じゃんけん（漢字表記：石拳、両拳、雀拳）は、3種類の指の出し方（グー・パー・チョキ）でいわゆる三すくみの関係を構成し、その強弱関係により勝敗を決める遊戯である。
じゃんけんをする時、かけ声として主に「じゃんけんぽん」と言うことが多い、全員が同じ形を出して勝負が決まらなかった時は「あいこでほい」「あいこでしょ」と言って、もう一度やり直す。
| グー |  | パー |  | チョキ |
| グー |  | パー |  | チョキ |

地域によって「じゃいけん」「いんじゃん」などさまざまな呼び方がある。アメリカ合衆国などの英語圏の場合、多くは"Rock Paper Scissors"という呼称が使われているが、"Scissors Paper Stone"などと表現されることもある（表記上の揺れは数種類ある。略号はRPS）。フランス語圏では多くの場合は"Pierre-papier-ciseaux"という呼称が使われているが、"chifoumi"という言葉も使われる。ドイツ語圏では"Schere, Stein, Papier"という言葉が使われていて、スペイン語圏ではスペインを含め、多くの国では"Piedra, papel o tijera"という言葉が使われているが、メキシコでは"chin chan pú"や"pikachú"と呼ばれることもあり、コロンビアではよく"¡chim, pus pás!"と呼ばれ、ペルー、パラグアイ、一部の国々、そしてポルトガル語圏のブラジルでは日本語「じゃんけんぽん」から由来した"jan-ken-pon"と"jokenpô"やhakemboと呼ばれている。イタリアでは主に"Morra cinese"と呼ばれているが、"sasso-carta-forbice"や"carta-forbice-sasso"など呼ばれることもある。中華圏では主に「石头，剪刀，布」と呼ばれる。

## 概説
コイントスやくじなどと異なって道具は必要でなく、ごく短時間で決着が付くことから、その勝敗によって参加者の優先順位や組み合わせなどを決定する簡便な方法としてよく使われる。複数回行って何連勝できるかなどのゲームとしてそれ自体が楽しまれることもある。
グー・パー・チョキの三すくみを用いる一般的なじゃんけんのほか、特に大人数で勝敗や組み分けを決めるために用いられる多い勝ち・うらおもて・グーパーなどといった類似の遊戯がある。

## 歴史

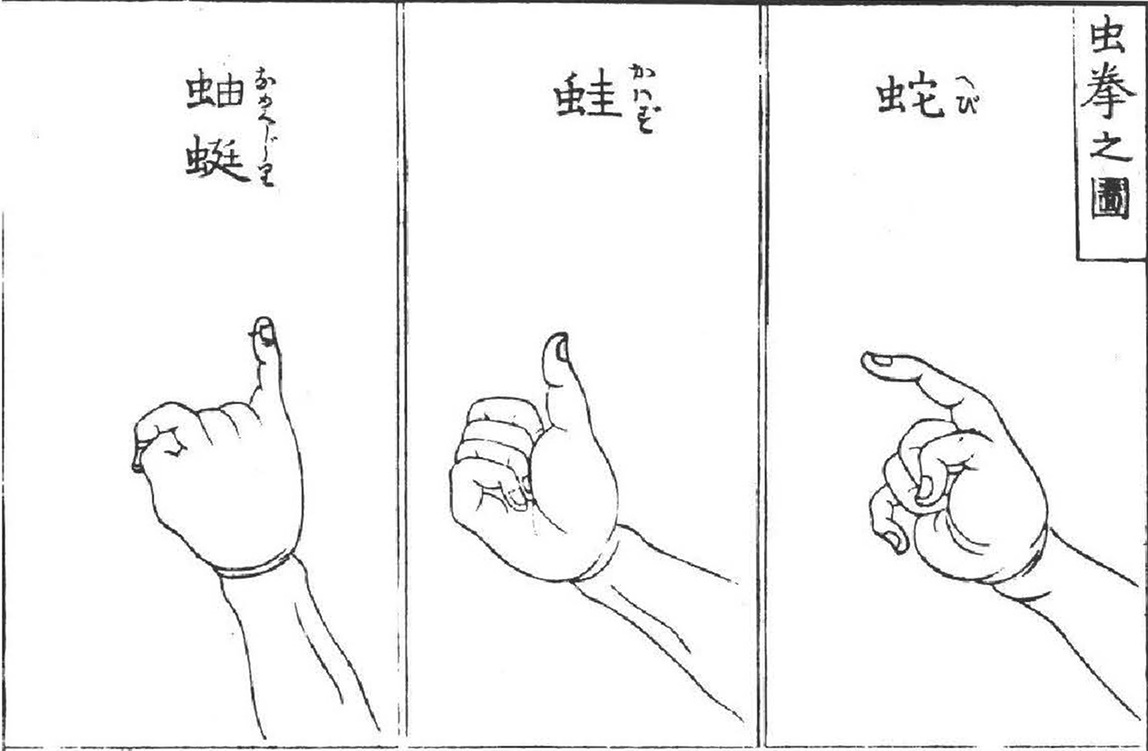
虫拳『拳会角力図会』 180

その起源は中国から九州に伝来した虫拳であり、これが変化して日本独自のものに作り上げられたという。三すくみ拳（虫拳・蛇拳・狐拳・虎拳など、三すくみの関係を指で表す遊戯）は、日本・東アジアから東南アジアにかけての地域に多く見られる。
最も有力な説は、日本に古くからあった三すくみ拳に17世紀末に東アジアから伝来した数拳（本拳・箸拳など）のうち球磨拳の要素が加わった拳遊びから発展し、19世紀末（明治時代）に九州で考案されたとするものである。数拳のうち1, 3, 4が省かれ、分かりやすい0と5および中間の2を残して新しく「石」「紙」「鋏」の意味を与え、三すくみ構成としたとされる。
江戸時代には、じゃんけんについて記載されている文献はほとんど存在しない。歌川広重が文政13年（1830年）に作成した 「ふうりゅうおさなあそび」には、チョキとグーらしき手遊びをしている幼児が描かれているが、じゃんけんと明言はされておらず、本拳や球磨拳といった他の拳遊びでも似た形となることがある。天保9年（1838年）に刊行された『誹風柳多留』には、「リャン拳で 鋏を出すは 花屋の子」という川柳が含まれており、鋏を出す拳遊戯としてはじゃんけんと共通したものである。江戸時代後期の歌舞伎作家・西沢一鳳が1850年（嘉永3年）に著した『皇都午睡（みやこのひるね）』には、「近頃東都にてはやりしはジヤン拳也 酒は拳酒 色品は 蛙ひとひよこ三ひよこひよこ 蛇ぬらぬら ジヤンジヤカ ジヤカジヤカジヤンケンナ 婆様に和藤内が呵られて 虎はハウハウツテトロテン なめくでサア来なせへ 跡は狐拳也」とあるが、これも現在のじゃんけんとは異なり、虫拳の類いであろうと推定される。
ウィーン大学で日本学を研究する『拳の文化史』の著者セップ・リンハルトは、現在のじゃんけんは江戸時代から明治時代にかけての日本で成立したとしている。『奄美方言分類辞典』に「奄美に本土（九州）からじゃんけんが伝わったのは明治の末である」と記されており、明治初期から中期にかけて九州で発明されたとする説を裏付けている。
明治時代には石・紙（ふろしき）・鋏を出し合う石拳が普及するようになり、明治26年（1893年）には、石拳の一名として「ジャンケン」の語が存在したとされる。明治37年（1904年）の『尋常小学読本 七』には「おにをきめるよ、じゃん、けん、ぽん」という表記がある。また、江戸時代末期に幼少時代を過ごした菊池貴一郎（4代目歌川広重）が往事を懐かしんで1905年（明治38年）に刊行した『絵本江戸風俗往来』にも、「ぢやん拳」について記されている。
20世紀には、日本の海外発展や柔道などの日本武道の世界的普及、日本産のサブカルチャー（漫画、アニメ、コンピュータゲームなど）の隆盛に伴い、急速に世界中に拡がった。

### 歴史参考
明代末期の中国で書かれた『五雜俎』によると、漢代中国には「手勢令」と呼ばれるゲームがあったという。『五雜俎』では「手掌を以て虎膺とし、指節を以て松根とし、大指を以て蹲鴟とする」などの手勢に関する詳しい記載があるが、遊び方に関して「用法知らず」とされ、当時「捉中指」という遊びのルーツではないかと作者が推測している。『全唐詩』の八百七十九巻には「招手令」について「亞其虎膺、曲其松根。以蹲鴟間虎膺之下」というルールと思われる記述がある。「蹲鴟を以て虎膺の下とす」から三すくみ的要素を見て取れる。
拳遊びを○○拳と呼ぶのは中国の影響と考えられる。○○拳という呼称は中国では主に拳法のことであるが、明代に書かれた『六研齋筆記』に「謂之豁拳」の記述があり、拳遊びのことを「猜拳」「画拳（かくけん）」「豁拳」などと呼んでいた。現在中国で行われているじゃんけんは明治以後に日本から伝わったものと考えられるが、同じ「猜拳」の語で呼ばれている。
石・紙・鋏（はさみ）のじゃんけんは日本起源で、近代以降日本人の移民や交流で世界各地に広がり、日本と密接な関係を持っていたイギリスの旧植民地や南アメリカでも日本人が入植した地域を中心にじゃんけんが行われている。一方、日本との接触が少ない所では石・紙・鋏のじゃんけんは普及していない。
中国や朝鮮では、日本から伝播した際に紙が「布」に置き換わったため「石」・「布」・「鋏」となった。
19世紀後半まで鎖国していた日本に対し、19世紀中ごろのアメリカ大陸横断鉄道建設の労働者など、欧米に早くから多くの移民を送り出してきた中国式の石・鋏・布が世界標準とならなかったのは、中国に現在のじゃんけんが伝来したのが明治以降のことで、当時の中国人がまだ現在のじゃんけんを知らなかったからと思われる。現在の中華人民共和国西部地区（新疆ウィグル）や中央アジアでは未だにじゃんけんがほとんど普及していない。中国語ではじゃんけんの掛け声は「シータォー（石）・チェンツ（鋏）・プー（布）」であるが、「ジャン・ジン・ボー」などと言う人もいる。また、高齢者の中にはじゃんけんを知らない人もいる。
2002年（平成14年）、世界各地のじゃんけん系ゲームのルールを統一し、世界大会を開くためとして「The World Rock Paper Scissors Society（略号：WRPS）」がカナダで結成された。同団体は元々1842年にイギリスで設立されたと主張しているが、この頃にはまだ現在のじゃんけん自体が存在しておらず、これはWRPSのジョークである。そもそもWRPS自体が冗談で創られた団体であり、もし本当にじゃんけんが19世紀当時のイギリスで行われていたのなら、旧大英帝国領を中心にじゃんけんが普及していたり、他のヨーロッパ諸国にもイギリスから伝わった明らかな痕跡が見られるはずであるが、そのような事実はない。ヨーロッパでは19世紀以前の文献にじゃんけんは存在せず、20世紀になって日本についての記述からじゃんけんが出てくる。また、20世紀に日本人が海外での体験を書いた書物にも、日本人同士がじゃんけんをしていると欧米人が不思議に思い、何をしているのかと質問されたとの記事が散見され、最近までヨーロッパではじゃんけんがほとんど知られていなかったことが確認できる。このことからもWRPSの設立が比較的最近であることがわかる。
日本が舞台となった『007は二度死ぬ』（1967年（昭和42年））原作の小説では、日本的な雰囲気を出すために主人公ジェームズ・ボンドがじゃんけんをする場面が登場する。
日本のじゃんけんのチョキは、もともと数拳で2を表す人差し指と親指を伸ばす形で和鋏の形状をイメージしたもの（男チョキと呼ばれる）だったが、国内を伝播するうちに洋鋏からイメージされた人差し指と中指を使う女チョキが派生した。じゃんけんの原型となった拳遊びは九州を中心とする西日本に多く分布し、古い形態である男チョキも九州を中心に西日本に多い（韓国でも行われている）。男チョキが普及しなかった東京など東日本の一部では「田舎チョキ」と呼ばれることもある。ヨーロッパ諸国のじゃんけんは女チョキしかないが、これは日本の関東地方から伝わったことによるものと推測される。また、日本ではパーを出す場合は五本の指が離れるように広げるが、WRPSのじゃんけんでは（■右の画像のように）五指を揃える。これは「パーは紙である」という意味しか伝わらなかったために生じたものであろう。

## 語源
じゃんけんの語源には、2人で行うから「両拳」（りゃんけん）、チョキを示す「鋏拳」（じゃーちゅあん）が変化したとする説、「石拳」（じゃくけん・いしけん）の「じゃくけん」が変化した説、「蛇拳」（じゃけん）説、じゃんけんの広東語「猜拳」（チャイキュン）説、レプチャ語説など、他にも多くの説があるが不明である。
じゃんけんぽんの語源にも、仏教語の料間法意（りゃけんほうい）説や長崎の唐人が伝えたという様拳元宝（ヤンケンエンポウ）説があるが、多数の掛け声の種類があることから疑問であるとされる。一般的な掛け声のホイが転化したという「じゃんけん+掛け声」「じゃんけんほい」説もある。昭和4年の「全国ヂャンケン称呼集」では135種類の掛け声を収集し、後には100種以上の掛け声を収集している。
また、以下のようにグー・パー・チョキはすべて日本語であるという説もある。
- ぐっと拳を握るからグー
- ぱっと手を広げるからパー
- チョキンと切るからチョキ

## ルール

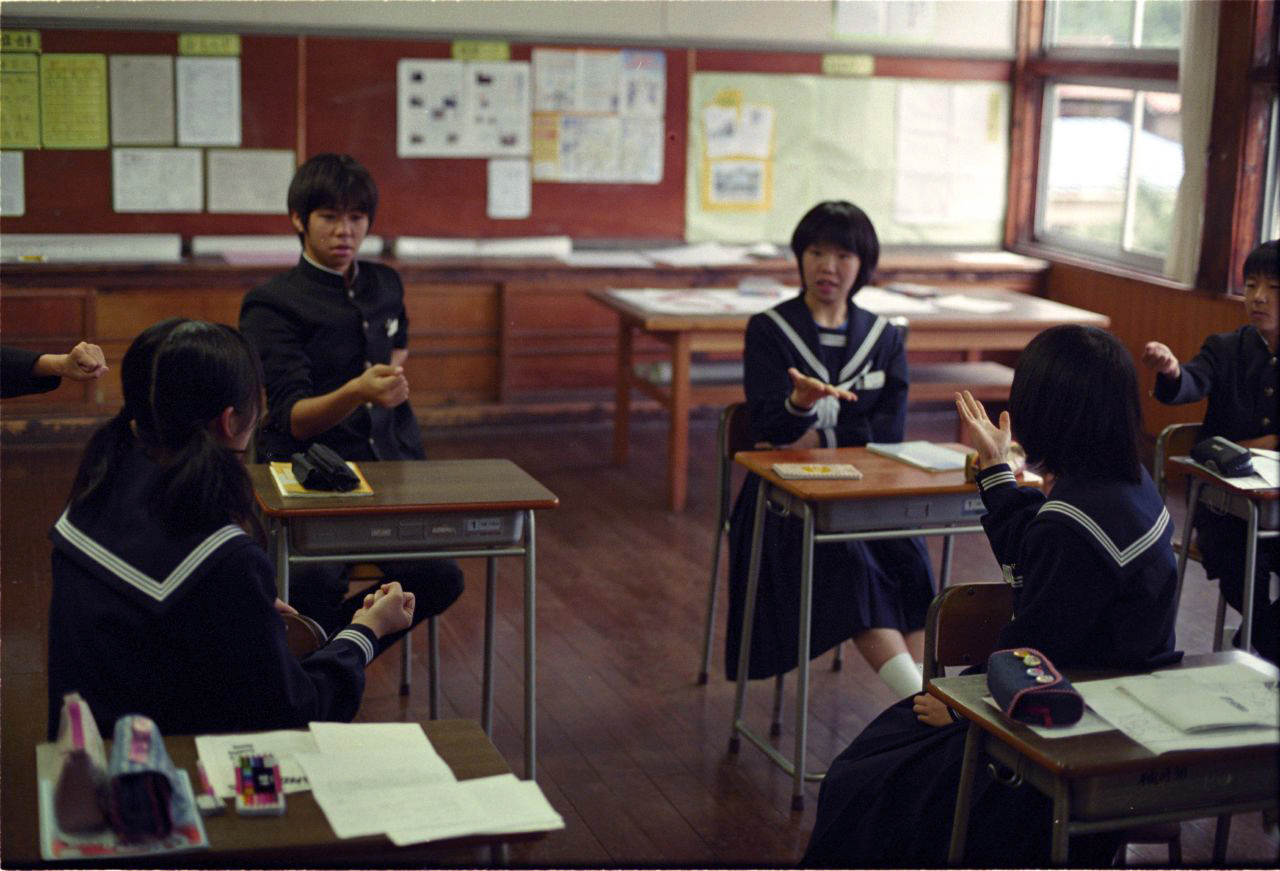
じゃんけんをする生徒たち

じゃんけんは2人以上の参加者によって行う。参加者は向き合い（あるいは円になり）片腕を体の前に出す。参加者全員で呼吸を合わせ、「じゃん、けん、ぽん」の三拍子のかけ声を発し、「ぽん」の発声と同時に「手」を出す。この「手」の組み合わせによって勝者と敗者を決定する。
勝負が決定しなかった場合を「あいこ」と言う。あいこのときは「あい、こで、しょ」のかけ声を同様に行い、「しょ」で再び「手」を出す。通常「あいこでしょ」は勝敗が決定するまで繰り返される。
変則ルールで「じゃんぽんけん」と言う場合もある。その場合は、通常ルールでは負ける人が勝ち、勝つ人が負けるというルールになる。あいこのときは通常ルールと基本的に同じとなる。

### 「手」の種類
じゃんけんの「手」は指の動きによって表され、以下の三つがある。
- グー 
  - 五本の指を全て握る。親指を他の四本の指の中に入れるかどうかは任意である。グーは「石」の象徴であるとされる。数拳では0を意味する。
- パー 
  - 五本の指を離して広げる。WRPSでは指を揃えて出す。パーは「紙・布」の象徴であるとされる。数拳では5を意味する。
- チョキ 
  - 5本のうち、2本の指を伸ばし、それ以外を全て曲げる。チョキは「鋏（はさみ）」の象徴であるとされる。数拳では2を意味する。
  - チョキには2種類あり、親指と人差し指を伸ばす手を「男チョキ」、人差し指と中指を伸ばす手を「女チョキ」という呼び方がある。「男チョキ」は和鋏（握り鋏）を表しておりチョキの原型であるのに対して、「女チョキ」は形が洋鋏のイメージに近いために新たに生まれたものとされる。
  - 「チー」「ピー」「キー」などと呼ぶ地域もある。「男チョキ」は東京など東日本には普及しなかったので、一部には「田舎チョキ」と呼ばれたりする。全国的には「女チョキ」が主流である。

### 勝敗の決定
勝敗に関しては、次のようなルールが定められている。
- グーは、チョキに勝ち、パーに敗れる。
- パーは、グーに勝ち、チョキに敗れる。
- チョキは、パーに勝ち、グーに敗れる。

2人のときは、以上に加えて両者が同じ手を出したときには「あいこ（引き分け）」となる。3人以上のときは、全員が出した「手」が三種類のうちの二種類だけであったときに勝負が決する。たとえば、5人中2人がパー、3人がグーを出したならば、パーを出した2人が勝者となる。全員が同じ手を出したときや、全ての手が出たときには「あいこ」になる。
一見して分かるとおり、グー・パー・チョキの三者は三すくみの関係にあり、三つの「手」の間に特別な優劣もなければ、勝敗の確率が人によって変わることもない。この三者の関係は、そのモデルである「石」「紙」「鋏」を考えると理解しやすい。つまり、以下のとおりである。
- 「石」は「鋏」に切られないが、「紙」に包まれてしまうので、「石」は「鋏」に勝ち「紙」に負ける。
- 「紙」は「石」を包むことができるが、「鋏」に切られてしまうので、「紙」は「石」に勝ち「鋏」に負ける。
- 「鋏」は「紙」を切ることができるが、「石」は切ることができないので、「鋏」は「紙」に勝ち「石」に負ける。

なお、「ぽん」のタイミングに「手」が出なかった場合はやり直しになる。特に、わざとタイミングを遅らせて、相手の手を見てから自分の手を出す行為は「遅出し」「後出し（あと出し）」と呼ばれる反則であり、負けと見なされる。なお、この反則行為から派生したゲームとして、親の出した手を瞬時に判断して子が勝てる手を出す『あと出しじゃんけん』というゲームもある。
ちなみに、1990年代以降の東京都知事選挙においては、知名度の高い立候補者が都民にインパクトを与えて得票数を増やす目的でわざと遅い時期に出馬を表明する風習が定着しており、これを「後出し（あと出し）じゃんけん」と呼んで揶揄することも多い。

### 複数人における決着を早く行う方法
上で述べたルールによれば、対戦者が増えるほど「あいこ」になる確率が増えるため、決着が遅れることがある。このため次のような対策がとられるのが普通である。

#### 審判がいない場合
- 「パー」だけを使ってするじゃんけんはうらおもてと呼ばれる。「うらかおもて」などの掛け声を言いながら「パー」を出す、このときに掌（てのひら）を上向きが「表」、掌を下向きが「裏」とし、「裏」と「表」の人数を数え数の少ない方を勝ち、または負けとする（始める前に決めておく。通常、勝ちを決める場合は少ない方を勝ち、負けを決める場合は少ない方を負けとする）。最後に二人残った場合はじゃんけんをする。1970年（昭和45年）頃に熊本県から始まり、九州、全国へと広まったが、最近は新興のグーパーの方が盛んである。
- グー・パー・チョキの関係を一時的に無視し、最も多く、もしくは少なく出されたものを勝者とする。最後に二人残った場合はじゃんけんをする。
- 「グー」と「パー」だけを使ってするじゃんけんで「グーパー」または「グーパージャン」と呼ばれる（他に、「グットッパ」、「グッパージャス」と呼ばれることもある）。「グーとパーでわかれましょ」（主に東日本で使われる）「グッパでわかれましょ」（主に西日本で使われる）などの掛け声を言いながら「グー」または「パー」を出す、「グー」と「パー」の人数を数え数の少ない方を勝ち、または負けとする[注 5]。最後に二人残った場合は普通のじゃんけんをする。このやり方は上記2つのやり方を参考に生まれたものとする説もある。また、このグーパーは、チームを分ける時などに使われる。その際は、人数が偶数であれば、グーとパーを出した人数が等しい際に勝負が決まる。なお、この類似として「グッチョ」（グーチョキ・グッチ・グーキー・グッピー）など、相手が普段やりなれていない方法を用いて、相手の混乱を誘う方法が、近年は西日本の方で盛んである。この際は主催者となる人物は、事前に告げることなく掛け声「グッチョでわかれましょ」などをかけることが多い。
- 多い勝ち、または、多いもん逃れ（ローカル）がある。掛け声と共に、グー・パー・チョキの何らかを出す。多いものが勝者という一種の多数決に似ている仕組み。もちろん最低3人はいないと成立しないため、二人になれば普通のじゃんけんに変わる。なお、この仕組みは仕掛けられる場合があり、はめられるケース（あるいは、その地域において暗黙の了解として常識的な手が決まっている場合があり、それを知らなかった者が負ける）もある。そのような内通を防ぐため、互いに共謀できない少ない者勝ちのじゃんけんも広く行われている。細部のルールも地域ごとに微妙に異なる。
- 隣接する2人同士でじゃんけんをし、勝った者同士、負けた者同士で再びじゃんけんを行う。対戦者が奇数の場合3人で対戦するか、1人がシード権を獲得する。
- 少ない勝ちを採用した ゲーマーじゃんけんがある。「ゲーマーじゃんけん、じゃんけん、ぽん」の掛け声と共に、グー・パー・チョキの何らかを出す。少ないものが勝者となる。例えば、グーが一人、パーが二人、チョキが一人の場合には、パーを出したものは複数いるためにバッティングが起こり脱落する。グーとチョキが少数なので暫定的に残るが、じゃんけんの判定により、グーを勝ちとするものである。さらに、勝者同士で早く順番が回ってくる方を勝ちとするように判定を加える。例えば、Aがグー、Bがパー、Cがグー、Dがパー、Eがパーを出した場合には、AとCの出したグーが少数ということで勝ちとなり、さらに、座り位置を時計回りに見て、AをスタートプレイヤーにすればCは3番目となるが、CをスタートプレイヤーとするとAは4番目となるため、Aを勝ちとする。この方式を採用することであいこのケースが減って、すぐにゲームが始められるというメリットがあり、テーブルゲームのスタートプレイヤーを素早く決めるための方法として広く普及している。
- グー・チョキ・パーが同時に出た『三すくみ』の引き分け状態のときはチョキを勝ちとする「チョキじゃんけん」がある。

#### 審判がいる場合
- 審判が出した手と、各対戦者の手によって脱落者を決め、これを繰り返して最終的な勝者・敗者を決める。
- 集団で行う場合は、「一人 対 多数であいこは負け」とする。これは、関口宏が情報番組『テレビあっとランダム』のなかで始めたものである。
- あいこを負けとしない場合もある。また、審判に負けた者が毎回残って敗者を選ぶ場合もある。選出する人数に近い人数が残った場合、普通のじゃんけんで決めることが多い。

## 確率としてのじゃんけん
じゃんけんは偶然性に多くを支配されるゲームであるという特性から、しばしば確率の問題（設問）などで使われることがある。例えば2人での対戦において、「グー」「パー」「チョキ」を出す確率をそれぞれ3分の1、つまり同様に確からしいと仮定し、あいこの際に勝敗が決まるまで無制限にやり直すとした場合でも、平均すれば1.5回で勝敗が決着する。
また、じゃんけんをn人で行うとすると、nが2以上のとき1回の試行であいことなる確率は、1 - 2n - 2/3n-1となる。
例えば、じゃんけんを4人で行う場合はnに4を代入して、あいこの確率は13/27となる。

## 心理戦
じゃんけんは偶然性に多くを支配されるゲームである一方、心理戦の側面も有している。これは、競技の性質上、相手が何を出すのかが事前に分かっていれば確実に勝つことができるため、それを何らかの方法で読み取ろうとする努力がときになされるためである。
例えば、2人での勝負において、2回連続で互いにグーであいこになったとする。このとき、相手は何を出すかを考えると、一番単純なのは相手がまたグーを出すことであるから、それに勝つパーを出す作戦が考えられるが、相手も同じ考えをしてくるならばパーに勝つチョキを出すべきである。さらに、相手がそこまで見越してチョキを出してくることを想定して、再びグーを出す作戦も考え得る。このように、競技の性質から、思考は堂々巡りに陥ることになるが、相手の人となりを知っているのなら、そこから「どこまで考えを巡らす人物であるか」などを考慮に入れ、最終的に相手が出すであろう手を予測することになる。
また、1回目がグー・2回目がチョキであいこになったとすれば、「グー・チョキ・パー」という語呂から3回目にはパーが出てくる可能性が高い。特に、「あいこでしょ」がテンポ良く行われている場合には、別の手を出すまでに考えが至らないことも多く、テンポに乗せられてパーを出してしまう可能性も多い。テンポが速い場合には、手の決定は瞬間的・反射的に行われることが多いため、こういった予測が一層効果的であるとする考え方もある。
複数ラウンドによる勝負では、心理戦の要素は一層高まる。相手の性格と前回相手が出した手から、次に出す手を判断しそれに勝つであろう手を出すという作戦をとることができる。特に子供同士でじゃんけんを行っているときや酒が入るなど、判断力が低下した場でのジャンケンは顕著に性格が出るため、例えば前回相手が負けたなら、その負けた手に勝つ手を出すという作戦をとることができる。例えば、パー対グーで負けたときにはパーに勝つために相手はチョキを出すと予想し、グーを出すという作戦である。
1回勝負であったとしても、心理戦の要素を持ち込むことができる。実際のじゃんけんに入る前に、相手に「何を出すのか」と尋ねたり、「自分はグーを出す」などと相手に宣言するなどして、相手がそれに対してどう判断するかを予測したりして、心理戦を生じさせることができる。
別の方法は、自分の前で両の掌（てのひら）を、右掌が左側に、左掌が右側になるような形で合わせ、両手の指を結び合わせ、肘と手首を曲げながらその結び合わせた手を自分の顔の前に持ってくるものである（手をいったん下方に動かしてから自分の前に持ち上げる形をとる）。結び合わされた手は、小指の側が自分の顔に近く、親指の側が自分から遠くにあるが、その手を覗き込むようにして、結び合わされた親指の隙間から見える光の形を見る。
ただしこの方法の勝率への関係性は定かではない。

## 発声

### 掛け声
「手」を出し合うときの掛け声「じゃんけんぽん」は、標準的なものであるが、これには主に地方ごとに様々なバリエーションがある。
- 北海道 - じゃらけつほい[8]
- 仙台 - いしけんぎっ[8]、じっけっぴっ[8]
- 南東北 - じっけった[8]
- 北関東- じーげんぴっ[8]
- 関西 - いんじゃんほい[8][20]（「いーんじゃーんで、ほーい」とのばす場合もある[8]）
- 東海 - いんちゃんし[8]
- 静岡 -じすとっぺ[8]
- 飛騨 - じゃんけんしっ[8]
- 山陽 - じっけった[8]

また、時おり同じ市町村でも地域によって異なる場合がある。通常の掛け声のパターンとメロディに乗せるパターン（京都など近畿地方に多い）に大別される。

### 導入部 (最初はグー)
日本では「最初はグー」とグーを出してから「じゃんけんぽん」のタイミングを合わせることがよく行なわれる。これは志村けんが考案したもので、飲み屋での仲間とのやりとりを「8時だョ!全員集合」での仲本工事とのコント「ジャンケン決闘」（1981～1982年）に取り入れ、そこから全国に広まった。それまでじゃんけんの出だしのタイミングが合わず、やり直しになることもしばしばあった。2020年3月の志村の死去時には日本じゃんけん協会が追悼コメントを発表している。
掛け声は次の通りである。
「最初はグー、またまたグー、いかりや長介アタマはパー、正義は勝つじゃんけんポン」
ただし、近年は冒頭の「最初はグー」のみが掛け声として残され、以降を完全に省略することが殆どとなっている。

## 派生した遊び
じゃんけんを基本ルールにした遊びとして最も有名なものとしては「あっち向いてホイ」がある。
そのほか、「グリコ」「たたいて・かぶって・ジャンケンポン」「おかしやさん」「カレーライス」「グリンピースじゃん」「軍艦じゃんけん」「ドンパッパ」「ビームフラッシュ」「じゃんけんブルドッグ」「猿さんべん」などがあり、また、「脚じゃんけん」「舌じゃんけん」など、手以外の体の部分を使って遊ぶものがある。あるいはまた、「最初はグー じゃんけんポンとだすアホがいる」「最初はグー じゃんけんポンと出さないアホがいる」などという、ひっかけのじゃんけんもあった。
野球拳でもじゃんけんを行うが、これは派生したものとは違う。※該当項目にて詳述する。

## 主要な大会
日本ではじゃんけんだけの大会が開かれることはほとんどないが、普及し始めて日の浅い地域では新知識に対する感動が大きく、世界大会が開かれるようになった。日本ではグーパーじゃんけんなどがあるので大人数でもじゃんけんのトーナメント戦はほとんど行われなくなったが、カナダに本拠を置く国際じゃんけん協会の主催による世界大会はトーナメント方式で戦われている。
- World Rock Paper Scissors Society sanctioned tournaments（WRPS）

| 開催年 | 開催地              | メダル | チャンピオン    | 性別 | 国籍           | 出典   |
| ------ | ------------------- | ------ | --------------- | ---- | -------------- | ------ |
| 2002年 | トロント （カナダ） | Gold   | Peter Lovering  | 男   | カナダ         | [ 27 ] |
| 2002年 | トロント （カナダ） | Silver | Moe Asem        | 男   | カナダ         |        |
| 2002年 | トロント （カナダ） | Bronze | Dave Ferris     | 男   | カナダ         |        |
| 2003年 | トロント （カナダ） | Gold   | Rob Krueger     | 男   | カナダ         |        |
| 2003年 | トロント （カナダ） | Silver | Marc Rigaux     | 男   | カナダ         |        |
| 2003年 | トロント （カナダ） | Bronze | Patrick Merry   | 男   | カナダ         |        |
| 2004年 | トロント （カナダ） | Gold   | Lee Rammage     | 男   | カナダ         |        |
| 2004年 | トロント （カナダ） | Silver | Heather Birrell | 女   | カナダ         |        |
| 2004年 | トロント （カナダ） | Bronze | Chris Berggeren | 男   | アメリカ       |        |
| 2005年 | トロント （カナダ） | Gold   | Andrew Bergel   | 男   | カナダ         |        |
| 2005年 | トロント （カナダ） | Silver | Stan Long       | 男   | アメリカ       |        |
| 2005年 | トロント （カナダ） | Bronze | Stewart Waldman | 男   | アメリカ       |        |
| 2006年 | トロント （カナダ） | Gold   | Bob Cooper      | 男   | スコットランド |        |
| 2006年 | トロント （カナダ） | Silver | Bryan Bennett   | 男   | アメリカ       |        |
| 2006年 | トロント （カナダ） | Bronze | Tom Smith       | 男   | アメリカ       |        |
| 2007年 | トロント （カナダ） | Gold   | Andrea Farina   | 女   | アメリカ       | [ 28 ] |
| 2008年 | トロント （カナダ） | Gold   | Monica Martinez | 女   | カナダ         |        |
| 2009年 | トロント （カナダ） | Gold   | Tim Conrad      | 男   | アメリカ       |        |

- USA RPS Championship

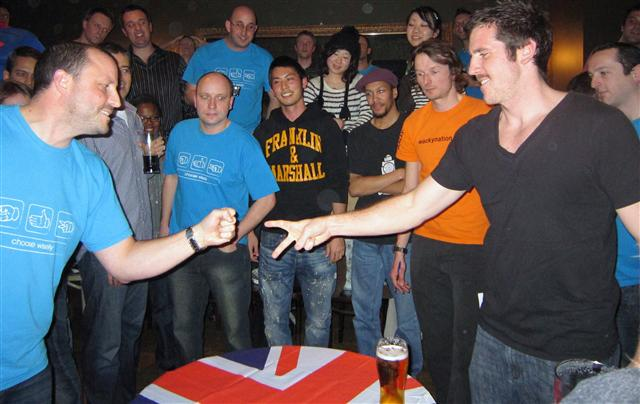
UK Rock Paper Scissors Championships 2010年大会（第4回大会）の対戦風景

- National Xtreme RPS Competition 2007-2008

- UK Rock Paper Scissors Championship

- ギネス・ワールド・レコーズ

- World Series of Rock Paper Scissors

- Red Bull Roshambull World Online Series

- AKB48グループじゃんけん大会

## じゃんけんに関連した作品
じゃんけんにおける心理戦の側面や、勝敗に伴って何らかの利得を得、または負担を負うことを約して勝負を行った場合の「賭博」としての側面などを題材としたフィクションが存在する。じゃんけんの特性上、それを題材として中長編の作品を作ることは困難であるため、作中の一エピソードとして、または、短編として扱われる場合が多い。

### 小説・児童文学
- ジャンケンポン協定（佐木隆三1963年、晶文社→講談社文庫）-  新日本文学賞受賞
- ジャンケン入門（清水義範） - ISBN 978-4-0418-0406-3
- 七人の武器屋（大楽絢太） - 異常にじゃんけんの強い人物が登場する。
- 全日本じゃんけんトーナメント（清涼院流水） - ISBN 978-4-8772-8800-6
- かいぞくポケット（寺村輝夫） - 部下の名がジャン・ケン・ポンで、じゃんけんをするシーンもある。

### 楽曲
- やきいもグーチーパー - 1969年（昭和44年）。童謡。作詞：阪田寛夫、作曲：山本直純。やきいもを食べる表現とジャンケン遊びの歌[32]。
- ジャンケン ポン（グー・チョキ・パーのうた）1976年（昭和51年）。作詞：川内康範、作曲：北原じゅん、編曲：角田圭伊悟、歌：ひまわり。『まんが日本昔ばなし』エンディングテーマ曲（1976年1月〜1977年12月本放送で使用）。
- グーチョキパー音頭 - 1981年（昭和56年）。作詞：杉紀彦、作曲・編曲：服部克久、歌：ボニージャックス、ビクター少年民謡会。「日本民踊・新舞踊協会」平成27年（2015年）度盆踊り曲。
- ジャンケンパラダイス - 1984年（昭和59年）。歌：本間勇輔。『ひらけ!ポンキッキ』シリーズより。
- ジャンケンポンのヒロイン - 1986年（昭和61年）。歌：うしろゆびさされ組。
- あいこでしょ - 1988年（昭和63年）。歌：工藤夕貴とひばり児童合唱団。『みんなのうた』より[33]。
- 世界はグー・チョキ・パー - 1994年（平成6年）。歌：武田鉄矢一座。映画『ドラえもん のび太と夢幻三剣士』のエンディングテーマ曲。
- ミニモニ。ジャンケンぴょん! - 2001年（平成13年）。歌：ミニモニ。
- ギャラクシー☆ばばんがBang! - 2002年（平成14年）。歌：エンジェル隊。 テレビアニメ『ギャラクシーエンジェル』（第3期）前期オープニングテーマ曲。歌詞の中に最初はグーでじゃんけんぽんが出てくる[34]。
- クインテットじゃんけん - 2004年（平成16年）。作詞：下山啓、作曲：宮川彬良。「クインテット」の番組オリジナル曲。
- ジャンケントレイン - 2011年（平成23年）。作詞・作曲：にしのやや、編曲：上杉洋史、歌：つるの剛士。CGアニメ「チャギントン」（フジテレビ系）のエンディングテーマ。
- ケラケラじゃんけん - 2014年（平成26年）。歌：ケラケラ
- ジャンケンポンGO!! - 2022年（令和4年）。歌：郷ひろみ。

### 漫画
- おごってジャンケン隊、社長DEジャンケン隊（現代洋子）
- 格闘お遊戯（小林よしのり） - ジャン拳という拳法が登場する。
- キン肉マン (ゆでたまご) - 1980年に国立競技場で開催された第20回超人オリンピックでの第一次予選。キン肉マンがカニベースに勝利する。
- 激戦!!ジャンケン島（澤井啓夫）
- ジャンケンポン（泉昭二） - 三人兄弟の名前がジャン・ケン・ポン。
- 賭博黙示録カイジ（福本伸行） - 「限定ジャンケン」・・・「グー」「チョキ」「パー」それぞれの出せる回数を限定することで高度な心理戦を生み出している。
- とっても!ラッキーマン（ガモウひろし） - ジャンケンマンという敵が出てくる。
- 星のカービィ デデデでプププなものがたり（ひかわ博一） - 本来カービィはグーしか出せないが、コピー能力を駆使してのじゃんけんが使える。
- ジョジョの奇妙な冒険 Part4 ダイヤモンドは砕けない（荒木飛呂彦） - じゃんけんで勝つことで相手の能力を奪い取る事が出来るキャラクターが登場する

### アニメ
- 視聴者相手のじゃんけん
  - 古代王者 恐竜キング Dキッズ・アドベンチャー - 毎週、CM後のアイキャッチで視聴者を相手に見立て、じゃんけんを行っている（ガブが視聴者の相手をする）。また、二期より登場した宇宙海賊ザンジャークのメンバーの名前が、グーネンコ（グー）、ミハサ（ハサミ＝チョキ）、ザッパー（パー）とじゃんけんをもじっている。
  - サザエさん （1991年（平成3年）10月20日より） - 毎週、次回予告の終了間際に行っている。
  - パタパタ飛行船の冒険 - 次回予告の後、SD化されたキャラがじゃんけんをしていた。
  - ボボボーボ・ボーボボ - 視聴者相手のじゃんけんをやり、ボーボボが「勝ちは○○、負けとあいこは××しよう！」と占いをする、「ジャンケン占い」コーナーが、中期より行われていた。
  - スマイルプリキュア!  - 黄瀬（きせ）やよいがキュアピース変身時に「ピカピカぴかりん じゃんけんポン♪ キュアピース！」と名乗りながら、じゃんけんを行なっている。なお敵の策略でプリキュア全員が幼児化された第38話では、中・薬・小指のみを曲げた「グッチョッパー」なる反則技を披露した。
  - すすめ!キッチン戦隊クックルン - 「クックルン」メンバーの代表者がじゃんけんをする「クックルンじゃんけん」がある。
  - ご注文はうさぎですか? - 2期エンディングテーマ「ときめきポポロン♪唄：チマメ隊」の最後で視聴者に向かって、じゃんけんしている。
  - 魔神創造伝ワタル - 毎回、次回予告の間にマロが行っている。
- うちの三姉妹 - OP（2代目）の歌詞でじゃんけんが三姉妹言葉で歌われている。
- ジャンケンマン - 主人公ジャンケンマンのほか、親友に「グーヤン」「チョッキン」「パージャン」「アイコ」、そして悪者に「オソダシ仮面」と、じゃんけんに関する名前が付いている。
- 日常 - アニメの初期、および最終回にミニコーナーとして「日常のじゃんけんコーナー」が存在した。
- 出撃!マシンロボレスキュー - マシンロボレスキューチームの3部隊「レッドウイングス」「ブルーサイレンズ」「イエローギアーズ」の紋章は、それぞれ「パー」「チョキ」「グー」を象っている。またそれぞれの部隊に所属するマシンロボの共通武器「フィンガーフラッシュ」は、手を紋章の状態にしてビームを発射する。

### ゲーム
野球拳の系統を除く。
- ジャンケンマン
- アレックスキッド（アレックスキッドのミラクルワールドにてボスとじゃんけんで対決する）
- エッガーランド（初代最終ボス戦）
- サラダの国のトマト姫
- たけしの戦国風雲児
- じゃんけんディスク城（『ファミマガディスク』シリーズ：じゃんけん勝負ではなく、グー・チョキ・パーのパネルを使ったパズル）
- 新桃太郎伝説（じゃんけん勝負ではなく、グー・チョキ・パーのパネルを使ったパズル）
- 遊人のふりふりガールズ
- 鈴木爆発（特定のステージでジャンケン勝負となる）
- ペーパーマリオ カラースプラッシュ (Super じゃんけん de ポン)

### ロボット
- ロボット工学者の東大工学部・石川正俊教授が「じゃんけんロボット」を製作している。これは相手の出した手をカメラで判別してそれに勝てる手をロボットハンドで出すという、いわゆる「後出し」を瞬時に行うことで人間には絶対に負けないようになっている。人間より素早く危険を察知・回避するシステムへの応用が期待されている。

### その他
- ジャンケン娘（映画:1955年（昭和30年））
- ジャンケンケンちゃん（TV映画:1969年〜1970年（昭和44年〜45年））
- UFO大戦争 戦え! レッドタイガー - 特撮番組:戦闘員にグー・チョキ・パーがいる
- ジャッカー電撃隊 - 特撮番組。第13話「青いキークイズ!!密室殺人の謎・なぞ」で、頭が拳の形をしている機械怪物デビルグーが「グーグー」と言いながら頭突き攻撃するのに対し、ジャッカーは扇型スクラムで「パー!!」と叫んで反撃。
- バッテンロボ丸 - 特撮番組。主人公・ロボ丸が住む「カリントニュータウン」という町に、屯田博士が造ったロボット「グット」「チョキット」「パラット」の、通称「グーチョキパートリオ」が居る。だが形状は、パラットが手の平状なのに対し、チョキットは一般的なロボット、グットは恐竜状と、全然じゃんけんとは関係なかった。
- ハングマンGOGO!!（アクションドラマ：1987年(昭和62年)） - 第10話「ホラー屋敷の素敵な面々!!」のハンギングがじゃんけん。「じゃんけんマシーン」に負けると後ろの野球選手風マシーンのバットに殴られる。負け続けるとどんどん早くなり、最後は脳天から巨大パンチが炸裂する。
- 伊集院光のばんぐみ  - 「真剣ジャンケン」という企画があった。
- AKB48グループじゃんけん大会
- CRフィーバーじゃんけんバトル - 2004年8月にSANKYOが発売したパチンコ機。
- セコイヤチョコレート - フルタ製菓のチョコレート菓子。フルタが提供している先述の『スマイルプリキュア!』第30話（2012年9月9日）放送分より、「サクサクセコイヤ じゃんけんポン」のナレーションと共に、画面右上にじゃんけんの出し目が移されているCMが放送。

これらの作品のほかに、じゃんけんのルールとは関係なく、攻撃手段をそれぞれグー・チョキ・パーに見立てた必殺技が登場する作品もある。代表的なものにドラゴンボールの「ジャン拳」、HUNTER×HUNTERの「ジャジャン拳」など。

## テレビ番組におけるじゃんけん
有名なものをあげる。
コント内におけるじゃんけん
- 8時だョ!全員集合（TBS系列） - 仲本工事と志村けんが西部劇の雰囲気漂う酒場で「最初はグー! ジャンケンポン!!」と言って2人がジャンケンをし、負けた方が罰ゲームを受けていくコントが存在した。

コントに限らず、日本では「最初はグー」と発してまず全員にグーを出させてから次の「じゃんけんぽん」のタイミングを合わせることがよく行なわれるが、これは志村けんが考案したものである。志村が飲み屋で仲間と飲んでいたときに誰が支払うかじゃんけんで決めようとしたが、みな酔っ払っていて手を出す動作が合わないため、志村が「違う違う違う、はい、グー出してグーって」と皆を促したのが最初である。それを『8時だョ！全員集合』での仲本工事とのコント「ジャンケン決闘」に取り入れ、客席の子供たちにも唱和してもらい、という具合にして普及していった。
上記ドリフでの「最初はグー」からの派生として「最初はグー、またまたグー、いかりや長介頭はパー、正義は勝つ」などのフレーズが子供達の間で生まれた。
- 志村けんのだいじょうぶだぁ（フジテレビ系列） - 志村けんと石野陽子とのコントで「じゃんけんホイホイどっちひくの、こっちひくの、ビームシュワッチ!ビームシュワッチ!」という後半はウルトラマンにちなんだ仕草がある。

出場者が司会者とじゃんけんを行うもの
- コント55号の裏番組をぶっとばせ! - （日本テレビ系列）で行われた野球拳のコーナーで出場者が番組進行役のコント55号（萩本欽一・坂上二郎）とじゃんけんを行った。後にこのコーナーだけが独立し、『コント55号の野球ケン!!』として継続された。
- テレビあッとランダム（テレビ東京系列） - スタジオに来た観客全員が司会の関口宏を相手に集団じゃんけんを行い、最終的に勝ち残った1人に番組のその日のテーマに沿った賞品が当たる。「一人vs多数であいこは敗け」というルールでの集団じゃんけんをテレビで行った最初の番組といわれている。この形式は、後に『天才・たけしの元気が出るテレビ!!』（日本テレビ系列）でも、中期以後エンディング（提供クレジット場面）で行われていた。
- サムズアップ人生開運プロジェクト（テレビ朝日系列） - 司会のみのもんたと挑戦者が予告じゃんけんをして戦う番組。視聴率が悪くすぐに打ち切りになった。
- パオパオチャンネル（テレビ朝日系列） - 所ジョージが司会を務めた火曜日の放送に「勝ち抜き5じゃんけん」 というコーナーがあった。これは、両手・足・頭・口でグー・チョキ・パーを出し、差分で勝敗を決め勝ち抜いていくという視聴者参加型のコーナーであった。

出場者同士がじゃんけんを行うもの
- アメリカ横断ウルトラクイズ（日本テレビ系列） - 成田空港にて行われる「国内第二次予選」の方法として採用されていた。詳細は「アメリカ横断ウルトラクイズのクイズ形式」を参照。
- ダントツ笑撃隊!!（日本テレビ系） - あのねのねがコーナー司会を務める「ダントツ拳」があった。64人の一般参加者が「ビームシュワッチ!」のかけ声で、番組オリジナルのグー（両腕を前でクロス）・チョキ（両手を額に逆Vの字にする）・パー（『ウルトラマン』のスペシウム光線ポーズ）を出して勝負。負けた人は原田伸郎と共に「負けちゃった、負けちゃった」と言って踊りながら退場。これを繰り返し、最後に残った1人が優勝、賞金10万円獲得となる。
- 笑っていいとも!（フジテレビ系列） - 「ジャンケン誕生日」というコーナーがあった。放送日に誕生日を迎える50人ほどをステージに招き、出場者同士で生残りじゃんけんを行う。最後まで残った人が誕生会をあげられる。
- 大正テレビ寄席（テレビ朝日系） - 番組後期、「チュー拳 勝抜き大合戦」というコーナーがあった。会場から参加した一般人が、リズムに乗りながら、司会の牧伸二の「ハチ公顔負け、チュー拳ホイ!」のかけ声でじゃんけんをする。3連勝で自転車を獲得。
- わが家の友だち10チャンネル（テレビ朝日系列の特別番組、1977年4月1日放送） - 14:00から「青空じゃんけん大会」が行われていた。担当司会は『テレビ寄席』と同じ牧伸二。神宮外苑絵画館前に勢揃いした一般参加者が、牧の「みんな〜友だち、じゃんけんホイ!」（前述の「チュー拳」と同じ口調）でじゃんけんをし、優勝者には自動車が贈られた。
- とんねるずのみなさんのおかげでした（フジテレビ系列） - 「男気ジャンケン 大人買いの旅」というコーナーがある。全国のご当地商品をかけて出演者同士がじゃんけんをして、勝者が全額支払って購入する。
- ものまね王座決定戦（フジテレビ系列） - 審査員10人による1人当たり10点満点の合計100点満点で高得点を獲得した方が次のステージに進出できるが、トーナメント勝ち抜き戦方式であるため、引き分けは無く、必ず勝負をつけなければならない。そこで、同点だった場合はじゃんけんで勝った方が次のステージに進むことが出来る。このため、100点満点を出してもじゃんけんで負けて敗退することがある。

キャラクターが視聴者相手にじゃんけんを行うもの
- ポンキッキーズ（フジテレビ系列） - 短いコーナーでCGキャラクター「コニーちゃん」がテンポのよい掛声「ジャカジャカジャンケン」に乗って視聴者相手に行う。
- サザエさん（フジテレビ系列） - 番組最後に次回予告の紹介後、主人公の「サザエ」がそれぞれグー・パー・チョキの描かれたパネルを出す。またデータ放送化された2018年10月7日放送分からは、データ放送画面で「サザエさんじゃんけん」をスタート。後述の「めざましじゃんけん」・「失恋じゃんけん」・「ドラガオじゃんけん」同様、リモコンのボタンで出し目を決め、番組最後のじゃんけん場面でサザエと勝負、「勝ち」・「負け」・「あいこ」に応じて点数が入る。長きにわたって続けられているじゃんけんであり、これを研究する者（高木啓之）もいる。なお、このじゃんけんが導入される前は、サザエがピーナツらしき物を投げ喰いするものだったが、子供が真似をして喉に詰まらせる事故が起きたことを受けて廃止になり、後継のエンディングとしてじゃんけんが導入されたという経緯がある。
  - ねほりんぱほりん（NHK Eテレ） - 番組最後、番組の解説役であるウシの人形「ウシ澤典夫」が「ウシ澤じゃんけん、じゃんけんポン!」の掛け声と共にじゃんけんをする。内容は『サザエさん』のパロディで、『サザエさん』同様パネルを出す。
- ドラえもん（テレビ朝日） - 2017年4月7日より、『サザエさん』・『めざまし』・『失恋』と同じデータ放送を使った「ドラガオじゃんけん」が行われている。ボタンで出し目を選択してドラえもんとじゃんけん勝負するのは同じだが、ドラえもん側の出し目が「ドラえもんの表情」で、「グー」は「ふくれっ面」、「チョキ」は「驚き顔」、「パー」は「笑顔」という設定になっている（顔でやるのは、ドラえもんは手が常にグー状でじゃんけんが出来ないため）。なお回によっては、野比のび太などの別なキャラが担当する事もある。
- じゃんけんキッズ（TBS系列） - ブリッジで、番組キャラクター「ジャンケル」が視聴者相手にじゃんけんをする。
- アイドリング!!!（フジテレビ系列）－出演者が椅子に座り、「あっちむいてホイ（あっちむいてパイ）」（この時にじゃんけんを要する）をし、負けたほうがパイ投げを受ける。
- 痛快TV スカッとジャパン（フジテレビ系列） - 番組最後で、「イヤミ課長」こと馬場課長（木下ほうか）が行う「はい論破! じゃんけん」というコーナーがある。
- キッズステーション（こども・アニメ専門チャンネル） - 朝6:30など特定時間の番組開始前にグー・パー・チョキが回転しじゃんけんを行う。
- はなかっぱ（NHK Eテレ） - 番組最後に「はなかっぱじゃんけん」を放送、エンディングが終わると、はなかっぱがじゃんけん勝負する。
- ピタゴラスイッチ（NHK Eテレ）では「ピタゴラじゃんけん装置」というコーナーを放送することもあるが、番組の「ピタゴラ装置」とじゃんけんを仕掛けてじゃんけんをするように促している。このコーナーは2021年から番組終了時に放送されている。
- 魔神創造伝ワタル（テレビ東京） - 次回予告を放送中、画面にマロ（ワタル一行の一人）が視聴者相手に行う。

その他
- がんばれ!!タブチくん!! - 映画シリーズに、主人公がじゃんけんで負けるとトレーニングをしない代わりに家事を任されるというのがある。
- ジャポニカ学習帳（発売:ショウワノート）のCM - ジャポニカ王子（声:竹内順子）と仲間たちが登場し、ジャポニカ王子とじゃんけんを行うCMがある。
- 三枝の結婚ゲーム（朝日放送・テレビ朝日系） - 後期のハワイ旅行獲得ゲームで、じゃんけんが使用された。マルチビジョンに映された4人の大王から選んで相手とし、自分は「グー棒」「パー棒」「チョキ棒」の中から1つ選び、選んだ大王とじゃんけんして勝ったらハワイ旅行を獲得。
- よろしく!すねかじり ゲーム&クイズ（テレビ東京系列） - 番組の最後、優勝チームの代表（大抵は子供）が番組プロデューサーとじゃんけんして、勝ったら海外旅行を獲得。
- めざましテレビアクア・めざましテレビ・めざましどようび（フジテレビ系列） - データ放送を使った「めざましじゃんけん」が行われている。リモコンのボタンを使って自分の出し目を選択し、番組出演者（あるいはフジテレビ系番組の出演者）の「めざましじゃんけん、じゃんけんぽん!」のかけ声と共に、出演者とじゃんけん、勝ち・負け・あいこによってポイントが入る。
- 失恋ショコラティエ（フジテレビ系列） - 『サザエさん』・『めざまし』同様、データ放送を使ったじゃんけんが有り、ボタンで出し目を選択して、番組クロージングで出演者とじゃんけんする。
- Go!プリンセスプリキュア・魔法つかいプリキュア!・キラキラ☆プリキュアアラモード（朝日放送・テレビ朝日系） - データ放送を使ったじゃんけんが有り、じゃんけんに勝って電話（『Go!プリンセス』のみテレドーム。他は67コール）する事でプレゼントに応募できる。

また、正式なじゃんけんではないが、『オールスター親子で勝負!』（日本テレビ系）では、カエル・ヘビ・ナメクジのジェスチャーで「虫拳」をやる「親子トリプルマッチ」があった。

## 符号位置
| 記号 | Unicode | JIS X 0213 | 文字参照         | 名称         |
| ---- | ------- | ---------- | ---------------- | ------------ |
| ✊   | U+270A  | -          | &#x270A; &#9994; | RAISED FIST  |
| ✋   | U+270B  | -          | &#x270B; &#9995; | RAISED HAND  |
| ✌    | U+270C  | -          | &#x270C; &#9996; | VICTORY HAND |